# Parafia Świętego Krzyża w Braniewie
Parafia św. Krzyża w Braniewie – rzymskokatolicka parafia w Braniewie, należąca do archidiecezji warmińskiej i dekanatu Braniewo. Została utworzona 14 marca 1950. Jest prowadzona przez redemptorystów. Kościół parafialny jest budowlą klasycystyczną wybudowaną w latach 1722–1747. Dekretem arcybiskupa metropolity warmińskiego z 9 września 2009 roku świątynia została podniesiona do rangi Archidiecezjalnego Sanktuarium Krzyża Świętego. 
Do parafii należy również kościół filialny pw. Matki Boskiej Miłosierdzia w Nowej Pasłęce.